# ボヤナ・ヨバノフスキ
ボヤナ・ヨバノフスキ（Bojana Jovanovski、セルビア語: Бојана Јовановски、1991年12月31日 - ）は、セルビア・ベオグラード出身の女子プロテニス選手。WTAツアーでシングルス2勝を挙げた。自己最高ランキングはシングルス32位。身長175cm、体重65kg。右利き、バックハンド・ストロークは両手打ち。
2016年の結婚後は夫の姓を併用してボヤナ・ヨバノフスキ・ペトロビッチ（Bojana Jovanovski Petrović）と名乗っていた。

## 来歴
ヨバノフスキはコーチである父の手ほどきで7歳でテニスを始め、2007年にプロに転向。4大大会では2010年ウィンブルドン選手権で初出場し1回戦でケーシー・デラクアを 6–1, 6–0 で破り初戦を突破した。2回戦で第14シードのビクトリア・アザレンカに 1–6, 4–6 で敗れた。9月の中国オープンでは2回戦で当時7位のエレナ・ヤンコビッチを 4-6, 6-2, 6-2 で破り初めてトップ10プレイヤーから勝利を挙げた。
2011年のシドニー国際で予選から勝ち上がりベスト4に進出した。全豪オープンでは1回戦で張凱貞を 7–5, 6–1 で破ったが他の4大大会は全て1回戦で敗退している。
2012年7月のバクー・カップで初めてツアー大会の決勝に進出し、ジュリア・コーエンを 6–3, 6–1 で破りツアー初優勝を果たした。
2013年全豪オープンの2回戦でルーシー・サファロバを 7-5, 7-5 、3回戦ではクルム伊達公子を 6-2, 7-6 (3) で破り初めて4大大会で4回戦に進出した。4回戦ではスローン・スティーブンスに 1-6, 6-3, 5-7 で敗れた。9月のタシケント大会で2度目の決勝に進出しオリガ・ゴボルツォワを 4–6, 7–5, 7–6(3) で破りツアー2勝目を挙げた。
ヨバノフスキは2016年全仏オープンを最後に公式戦出場から2年間遠ざかっていた。2016年に結婚し、結婚後は夫の姓を併用しボヤナ・ヨバノフスキ・ペトロビッチと名乗っていた。
2018年10月の天津オープンの予選でザビーネ・リシキに敗れた試合が最後の出場になり、26歳で現役を引退した。

## WTAツアー決勝進出結果

### シングルス: 4回 (2勝2敗)
| 大会グレード                  |
| ----------------------------- |
| グランドスラム (0–0)          |
| WTAファイナルズ (0–0)         |
| プレミア・マンダトリー (0–0)  |
| プレミア5 (0-0)               |
| WTAエリート・トロフィー (0-0) |
| プレミア (0–0)                |
| インターナショナル (2-2)      |

| 結果   | No. | 決勝日        | 大会       | サーフェス | 対戦相手           | スコア           |
| ------ | --- | ------------- | ---------- | ---------- | ------------------ | ---------------- |
| 優勝   | 1.  | 2012年7月28日 | バクー     | ハード     | ジュリア・コーエン | 6–3, 6–1         |
| 優勝   | 2.  | 2013年9月14日 | タシケント | ハード     | オリガ・ゴボツォワ | 4–6, 7–5, 7–6(3) |
| 準優勝 | 1.  | 2014年7月27日 | バクー     | ハード     | エリナ・スビトリナ | 1–6, 6–7(2)      |
| 準優勝 | 2.  | 2014年9月13日 | タシケント | ハード     | カリン・クナップ   | 2–6, 6–7(4)      |

## 4大大会シングルス成績
略語の説明
| W | F | SF | QF | #R | RR | Q# | LQ | A | Z# | PO | G | S | B | NMS | P | NH |

W=優勝, F=準優勝, SF=ベスト4, QF=ベスト8, #R=#回戦敗退, RR=ラウンドロビン敗退, Q#=予選#回戦敗退, LQ=予選敗退, A=大会不参加, Z#=デビスカップ/BJKカップ地域ゾーン, PO=デビスカップ/BJKカッププレーオフ, G=オリンピック金メダル, S=オリンピック銀メダル, B=オリンピック銅メダル, NMS=マスターズシリーズから降格, P=開催延期, NH=開催なし.
| 大会           | 2009 | 2010 | 2011 | 2012 | 2013 | 2014 | 2015 | 2016 | 2017 | 2018 | 通算成績 |
| -------------- | ---- | ---- | ---- | ---- | ---- | ---- | ---- | ---- | ---- | ---- | -------- |
| 全豪オープン   | A    | LQ   | 2R   | 1R   | 4R   | 2R   | 1R   | 1R   | A    | A    | 4–6      |
| 全仏オープン   | A    | LQ   | 1R   | 1R   | 3R   | 1R   | 2R   | 1R   | A    | A    | 3–6      |
| ウィンブルドン | A    | 2R   | 1R   | 2R   | 2R   | 3R   | 1R   | A    | A    | LQ   | 5–6      |
| 全米オープン   | LQ   | 1R   | 1R   | 2R   | 2R   | 1R   | 2R   | A    | A    | LQ   | 3–6      |